# David Zogg

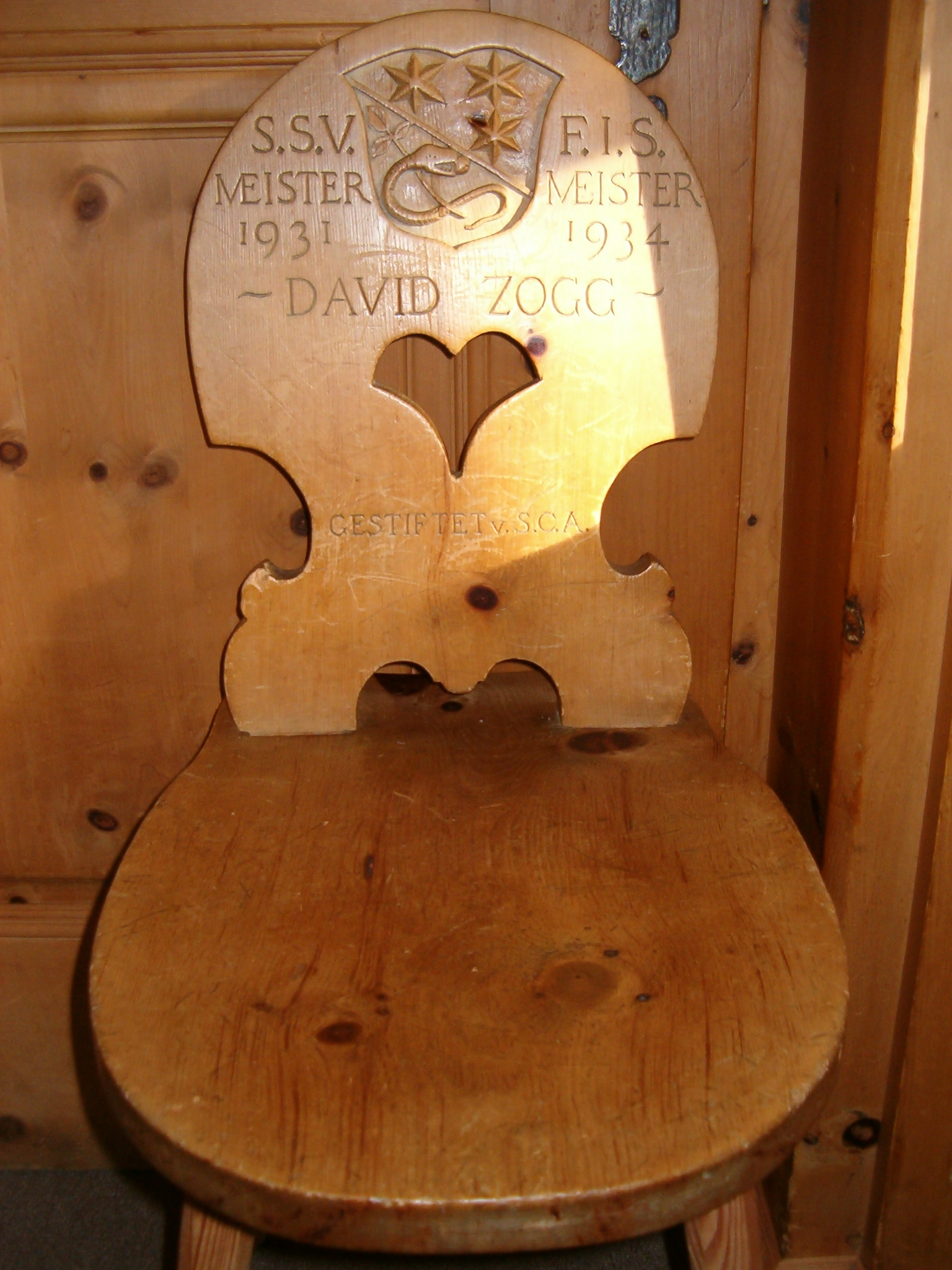
La chaise de David Zogg au club de ski d'Arosa.

David Zogg, né le 18 décembre 1902 à Arosa[réf. nécessaire] et décédé le 26 juillet 1977, est un skieur alpin suisse originaire d'Arosa. Il a été l'un des meilleurs skieurs de sa génération, il a notamment remporté le titre de champion du monde dans chacune des disciplines au cours de sa carrière (descente, slalom et combiné), il a même failli remporter les trois titres au cours des mêmes championnats en 1934 à Saint-Moritz où il remporte l'or en descente et combiné mais doit se contenter de l'argent en slalom.
Il est le frère aîné de Nini von Arx-Zogg.

## Palmarès

### Championnats du monde
| Épreuve / Édition               | Descente | Slalom | Combiné                          |
| ------------------------------- | -------- | ------ | -------------------------------- |
| Mondiaux 1931 Mürren            | 10e      | Or     | Épreuve inexistante à cette date |
| Mondiaux 1932 Cortina d'Ampezzo | Argent   | 12e    | 6e                               |
| Mondiaux 1933 Innsbruck         | Argent   | 10e    | 4e                               |
| Mondiaux 1934 Saint-Moritz      | Or       | Argent | Or                               |
| Mondiaux 1935 Mürren            | 20e      | Argent | 8e                               |

### Arlberg-Kandahar
- Vainqueur de la descente 1929 à Sankt Anton

### Combiné nordique
Il a terminé l'épreuve de combiné nordique aux Jeux olympiques de 1928 en seizième position.